# 東京住友ツインビルディング
東京住友ツインビルディング（とうきょうすみともツインビルディング）は、東京都中央区新川の隅田川沿いに建つ高層オフィスビルである。

## 歴史

### 住友倉庫越前堀倉庫
1899年（明治32年）7月1日に、大阪にて住友家の金融業務の担保品保管から発足した住友倉庫は、1916年（大正5年）に住友銀行との間に、米穀商の山崎繁次郎商店の内地米の代理保管契約を締結した。東京市深川区佐賀町（現 東京都江東区佐賀）に東京出張所を開設。山崎繁次郎商店の倉庫と在庫を引き継いで事業を開始した。こうして東京進出を果たした住友倉庫は保管量を伸ばし、1917年に深川区和倉町（現 江東区深川）に和倉町倉廩、1918年には京橋区越前堀（現 中央区新川）の佐賀鍋島藩家臣の住宅跡地7769坪と建物69棟を取得。1919年1月に東京出張所を東京支店に昇格したうえ、同3月に佐賀町倉廩から越前堀倉廩に移した。同年10月に着工した、耐震・耐火構造鉄筋コンクリート・ブロック積5階建ての、当時の最新の倉庫建築は1921年8月に竣工し、東京における近代的倉庫の先駆けとして注目された。この倉庫は社内の呼称で「A/E倉庫（のちに500倉庫と呼ばれる）」と名付けられた。1923年の関東大震災では和倉町倉廩・佐賀町倉廩と、A/E倉庫を除く越前堀倉廩の倉庫が罹災したが、A/E倉庫は耐震・耐火設計であったことに加えて従業員の尽力により保管貨物は無傷であった。震災を伝える新聞号外は、A/E倉庫から緊急出庫された新聞用紙が使われた。昭和に入り、1934年6月に「F/G倉庫」、1935年3月には「H倉庫（のちに300倉庫と呼ばれる）」（いずれも鉄骨鉄筋コンクリート構造2階建）が完成。順次収容力を増強した。

### 再開発計画
昭和40年代半ばになると、隅田川の架橋増加や地盤沈下により、越前堀の立地の優位性であった艀による水運が見込めず、道路渋滞により物流拠点としての機能維持が困難になると予測されたこと、地価の上昇と倉庫業の競争激化により資産の収益性が相対的に低下傾向にあること、さらに大正時代に建てられた500号倉庫の耐久性から、越前堀倉庫の土地の倉庫以外への転用の構想が持ち上がる。1973年5月には事業の多様化を見込んで定款に「不動産の売買、賃貸及び管理業」を行えるよう改めた。
1972年11月に、中央区再開発審議会は定住人口増加を目指し隅田川沿いの地区を居住空間に転換する「大川端作戦」を発案。1982年には東京都と中央区により、佃にあった石川島播磨重工業跡地に高層住宅などを建設、隅田川対岸の新川や箱崎地区には商業・文化施設を整備し職住近接の街づくりを行う「東京都大川端再開発構想」が発表された。この構想では八重洲通りの佃への延長も盛り込まれ、敷地が同計画道路に面することとなる。これとは別に、同月に日本鉄道建設公団から越前堀倉庫の地下を成田新幹線のルートとし、予定線上の隅田川寄りに位置する300号倉庫を撤去して土砂搬出用の立坑としたい旨の申し入れがあった。この地下の鉄道路線計画は京葉線に変更され、近隣に駅が開設されることとなった。
越前堀地区の倉庫機能の大田区平和島への移転を目指し、1977年3月に住友倉庫本店内に平和島の倉庫建設と越前堀の再開発のそれぞれの専門委員会を設置した。平和島には1970年より拠点を設けていたが、すでに多くの事業者が進出しており分譲残地はわずかであった。そうした中で食品会社の冷蔵加工場が閉鎖する話があり、住友信託銀行の斡旋で土地と建物を購入することができた。
社内では昭和50年代前半より越前堀倉庫の再開発の研究が重ねられ、シティホテルやデータセンター、高層住宅、都市型物流施設などが検討されたが、東京駅から直線距離で1.5Kmほどに位置し、京葉線や八重洲通りの整備により通勤の便が向上すること、地域再開発との整合性からオフィスビルとすることが決定した。

## 建築
住友倉庫は、昭和50年代より盛んにオフィスビルの開発を進めていた住友不動産に本件を提案、同社がサブリース方式で事業に参加することとなった。新本社の建設用地を探していた住友海上火災保険に提案したところ、本社所在地として適切と判断した。関係者間の協議により東西2棟の同じ高さのツインタワー形式とし、東館は住友倉庫が使用するフロア以外は住友不動産に一括賃貸したうえでテナントに転貸する方式を採った。西館は住友倉庫55%、住友海上45%の共有とし、住友倉庫の持ち分を住友海上に賃貸することとした。再開発にあたり、敷地の一部約350m2を道路用地に提供。隅田川の緩傾斜堤防整備事業に協力し、川沿いには隅田川テラスの一部を成す新川公園が設けられた。定住人口を増やす施策には、自社で住宅を建設しない代わり敷地のうち約1250m2を住宅・都市整備公団に売却し、公団により「リバーシティ21新川」が建設された。住友倉庫の開発地と公団に譲渡された住宅用地が一つの敷地と見做されたことにより、市街地住宅総合設計制度の適用を受けることができ、道路・住宅用地に提供し減少する以前の敷地面積に対する容積が確保された。建物の完成に先立ち、東館の管理を目的として1987年7月に住友倉庫の全額出資により「東京住倉興産株式会社」、同年12月には西館の管理を目的として住友倉庫と住友海上の折半出資で「住海本社管理株式会社」が設立された。
新たなビルは1985年9月に着工し、約2年半の工期を経て1988年2月に完成。「東京住友ツインビルディング」と名付けられ、2月25日に竣工式が行われた。同年末月には、住友倉庫東京本社がパレスビルから東館23階に移転した。2棟ともカナダ産花崗岩仕上げの外壁と縦連窓で統一した外観であるが、地上階数は西館21階に対し東館は24階、延床面積は西館58883.47m2に対し東館69213.66m2と、東館が一回り大きな造りである。建物本体に加え、意欲的な再開発によって優れた都市環境を創出したことが評価され、1989年に第30回建築業協会賞（BCS賞）を受賞した。竣工時より東京ダイヤビルのデータセンターの超高圧変電所の排熱を利用した東京都市サービスの地域熱供給を導入しており、西館（三井住友海上新川ビル）はケンプラッツと日経不動産マーケット情報の2010年の調べによると、東京都区部の温室効果ガス排出量の少ないオフィスビル実質1位、同2011年の、年間エネルギー消費量の少ないビルの調査でも実質1位となった。

## 周辺
前述のとおり地下にJR京葉線が通っているが新川地区に駅はなく、亀島川の西にある八丁堀駅が最寄りとなる。同駅には東京メトロ日比谷線も乗り入れている。道路用地提供により延伸した八重洲通り（東京都道463号上野月島線）は中央大橋を介して大川端リバーシティ21とつながり、東京駅八重洲口と東京ビッグサイトとを結ぶ都営バスが運行されている。
隅田川の上流側に隣接して、同業の三菱倉庫により1973年にデータセンターを主体とした「東京ダイヤビルディング」が開館した。さらに隅田川上流にある「IBM箱崎ビル」は、三井倉庫の本店跡地に1989年に建てられたものである。